# Břetislav I.
Břetislav I., přezdívaný kronikářem Kosmou „český Achilles“, (mezi 1002 až 1005 – 10. ledna 1055 Chrudim) byl český kníže z dynastie Přemyslovců, který vládl na Moravě asi od roku 1029, v Čechách v letech 1034–1055.

## Život

### Mládí

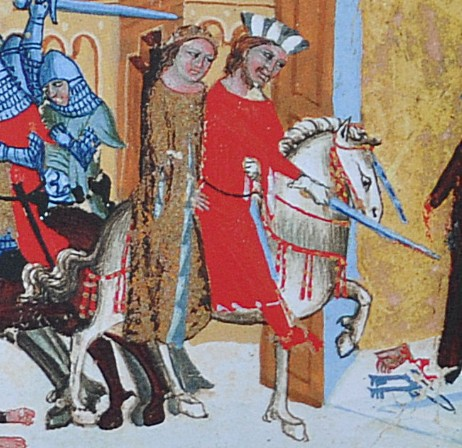
Jitčin únos (středověká iluminace)

Narodil se kolem roku 1002 jako nemanželský syn knížete Oldřicha a jeho družky (a později snad druhé ženy) Boženy. Břetislavův otec Oldřich zřejmě roku 1029 dobyl Moravu, když porazil polsko-moravské posádky. Břetislav, nemanželský Oldřichův syn, pak unesl z kláštera ve Schweinfurtu dceru bavorského velmože, markraběte z Nordgau Jindřicha, Jitku ze Schweinfurtu (též Juditu, Gutu), se kterou se oženil. Krátce poté odjeli spolu na Moravu, kde byl Břetislav z Oldřichovy vůle údělným knížetem.
| „        | Tedy Břetislav, z jinochů nejkrásnější a hrdina nejudatnější, slyše z mnohých vyprávění o neobyčejné kráse, ušlechtilosti a urozeném původu řečené dívky, nedovedl ovládnouti svého ducha a jal se v srdci přemýšleti, má-li se pokusiti unést ji mocí, či se o ni řádně ucházeti. Ale rozhodl se raději mužně jednati než schýliti k pokorné prosbě šíji. | “ |
| — Kosmas | |   |

Břetislav s Jitkou žili v této době v Olomouci, kde se také roku 1031 narodil jejich první syn Spytihněv.
Císař Konrád II. si roku 1033 knížete Oldřicha předvolal (důvodem byla jeho neochota podporovat Konráda proti Polsku), obvinil jej z úkladů, sesadil a odsoudil do vyhnanství v Bavorsku. Českým knížetem se stal opět Oldřichův bratr a Břetislavův strýc Jaromír. Na jaře 1034 však císař Oldřicha propustil a vrátil mu vládu v knížectví s tím, že Jaromír získá v Čechách úděl a Břetislav Moravu. Jaromíra dal ale jeho bratr zajmout a oslepit a Břetislav utekl do ciziny. Spor mezi otcem a synem snad přiostřilo to, že Břetislav zřejmě Jaromíra podporoval.
Po smrti svého otce Oldřicha na podzim 1034 byl Břetislav kromě svého strýce Jaromíra jediným žijícím mužským Přemyslovcem. Na knížecí trůn usedl Jaromír, ale vzápětí na to odstoupil v Břetislavův prospěch. Život mu to ovšem nezachránilo, o rok později byl, zřejmě Vršovci, zavražděn.

### Výboje Břetislava I.

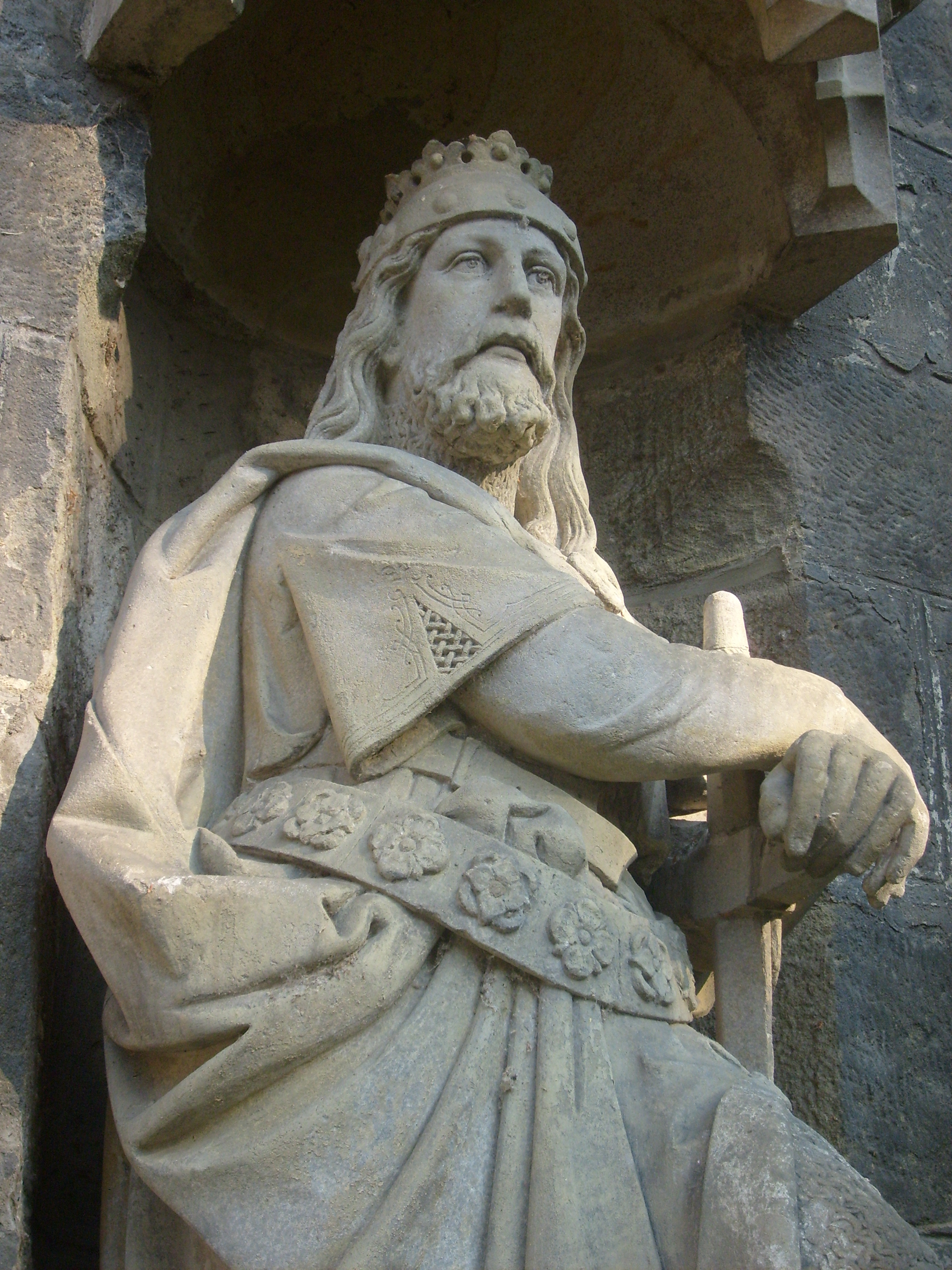
Socha Břetislava I. na Žižkově náměstí v Chrudimi

Břetislav se brzy ukázal jako velice silný a sebevědomý panovník a poté, kdy si upevnil a pojistil svoji domácí pozici a získal prvního následníka, zahájil rozšiřování své moci směrem na polské území. V letech 1038–1039 obsadil Hnězdno (které český kronikář Kosmas mylně jmenuje jako Krakov), v hnězdenské katedrále nad hrobem sv. Vojtěcha vyhlásil vydání prvního známého českého zákoníku (tzv. Břetislavova dekreta). Vojtěchovy ostatky (i ostatky Svatého Radima a svatých Pěti bratří) následně odvezl do Čech. Doufal zřejmě, že když pomohly zajistit arcibiskupství v Hnězdně, prokážou stejnou službu i Praze.
Jenže jeho protipolské tažení vzbudilo pozornost římského krále (a později císaře) Jindřicha III. Vzestup moci sousedního panovníka, navíc svého vazala, nemohl mladý Jindřich III. připustit stejně jako povznesení Čech zřízením arcibiskupství nebo dokonce povýšením na království.
Poslal do Polska vyhnaného piastovského knížete Kazimíra I. s oddílem svých bojovníků a zároveň žádal Břetislava, aby vrátil polskou kořist a aby se jeho vojáci stáhli ze Slezska, které český kníže předtím téměř bez odporu dobyl. Tímto ultimátem se snažil vyprovokovat knížete k boji, na nějž se dobře připravil. Břetislav se snažil konflikt odvrátit a poslal jako rukojmí svého syna Spytihněva.

### Konflikt s císařem Jindřichem III.

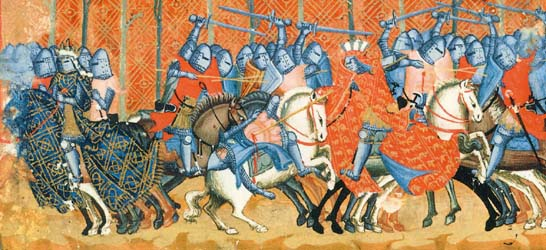
Bitva u Brůdku (středověká iluminace)

Roku 1040 vytáhl Jindřich III. s říšským vojskem do Čech. Byla to již jeho druhá česká výprava (poprvé sem přitáhl z vůle svého otce roku 1033 a porazil knížete Oldřicha). Nyní postupovala Jindřichova vojska ve dvou proudech, ale jejich vpád byl odražen v bitvách u Brůdku na Šumavě a Chlumce pod Krušnými horami. Jindřich musel uznat daný stav. Břetislavovým spojencem byl uherský král Petr Orseolo, který obsadil jižní pomezí českého souseda a dovolil mu tak vyslat moravskou vojenskou hotovost k obraně Čech. Spytihněv byl propuštěn. Břetislav nabídl Jindřichovi, že s ním bude jednat osobně, ale král se toužil pomstít za vojenskou porážku. V následujícím roce se vyhnul pohraničním zásekům, pronikl celkem bez problémů do nitra země a oblehl Břetislava na Pražském hradě.
Když se ukázalo, že biskup Šebíř i mnozí velmoži jsou přístupni kompromisům, kníže se Jindřichovi III. podrobil, aby zabránil dalšímu pustošení své země. Poté se Břetislav I. dostavil na říšský sněm do Řezna, kde byla přítomna přední knížata. 15. října v Řezně musel Břetislav bosý a v rouše kajícníka padnout Jindřichovi k nohám, vzdát se vlády a žádat o odpuštění. Byla mu udělena milost, složil lenní hold a přísahu věrnosti. Údajně přijal Čechy a další dvě území (soudí se, že šlo o slezské Vratislavsko a Hlohovsko) v léno. Jednalo se ovšem hlavně o formální podrobení. Jindřich III. potřeboval Břetislava jako významného spojence.
Po bojích (1040–1041) římskoněmeckého krále Jindřicha III. za pomoci markrabího Vojtěcha Babenberského s českým knížetem Břetislavem I., který prohrál, připadlo území mezi řekou Dunajem, Chubou (Kaja, Kemp) a Dyjí k Východní marce, přičemž řeka Dyje tvořila vojenskou hranici mezi Moravou a Východní markou. Král Jindřich III. si z titulu zeměpána ponechal většinu území a některá udělil do přímé správy Babenberkům.
V následujících letech se Břetislav stal pevným a vysoce ceněným spojencem Jindřicha III., kterého podporoval zejména při tažení do Uher, kam v roce 1042 společně vytáhli s úmyslem sesadit z trůnu Samuela Abu a dosadit zpět Petra Orseola, pobývajícího od roku 1041 v bavorském exilu. Výprava byla neúspěšná. Stejně tak výprava roku 1043 nepřinesla změnu na uherském trůně. Až 5. července 1044 v bitvě u Menfö Samuela Abu porazili na hlavu a uherští velmoži začali opět masivně přebíhat k Petrovi Benátčanovi. Petr Orseolo byl v Stoličném Bělehradu znovu uveden na uherský trůn. Samuel Aba byl uvězněn a posléze popraven.

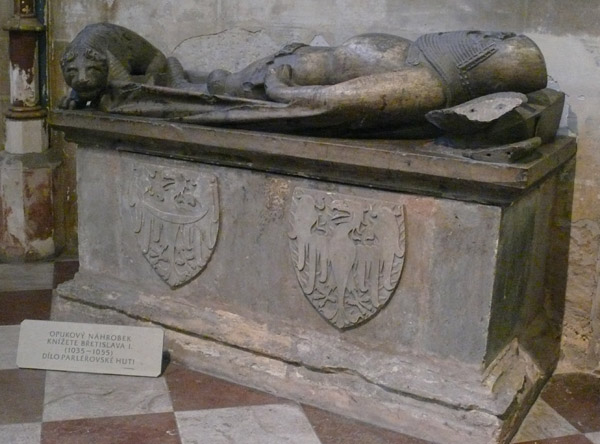
Břetislavův opukový náhrobek v katedrále sv. Víta

V roce 1054 vyřešil Břetislav komplikovanou otázku nástupnictví na knížecí stolec prosazením seniorátu (stařešinského řádu), zavázal svých pět synů a zemské předáky, aby
| „        | ...vždy nejstarší držel moc a stolec v knížectví a aby všichni jeho bratři nebo ti, kteří pocházejí z knížecího rodu, byli pod jeho panstvím. | “ |
| — Kosmas | |   |

Dalším členům dynastie pak měly náležet menší úděly na Moravě. Krátce poté Břetislav zemřel na hradě Chrudim na začátku nového tažení do Uher.

## Potomci
Poslechnout si článek · info
S manželkou Jitkou ze Svinibrodu (1003? – 1058) měl Břetislav pět synů:
- Spytihněv II. (1031–1061), český kníže

∞ Ida Wettinská
- Vratislav II. († 1092), český kníže, český král

∞ N.N.
∞ 1057 Adléta Uherská
∞ 1062 Svatava Polská
- Konrád I. Brněnský (1035? – 1092), český kníže

∞ 1054 Virpirka z Tenglingu
- Jaromír (1040? – 1090), pražský biskup
- Ota I. Olomoucký († 1087), olomoucký údělník

∞ Eufemie Uherská